# Potez 630
Поте P.630 (фр. Potez P.630) — серія двомоторних важких винищувачів виробництва французької авіакомпанії Potez. Створений в середині 30-их років літак не поступався важким винищувачам інших країн і брав участь в боях протягом всієї Другої світової війни. Також використовувався в ролі бомбардувальника, розвідника і навчального літака.

## Історія створення

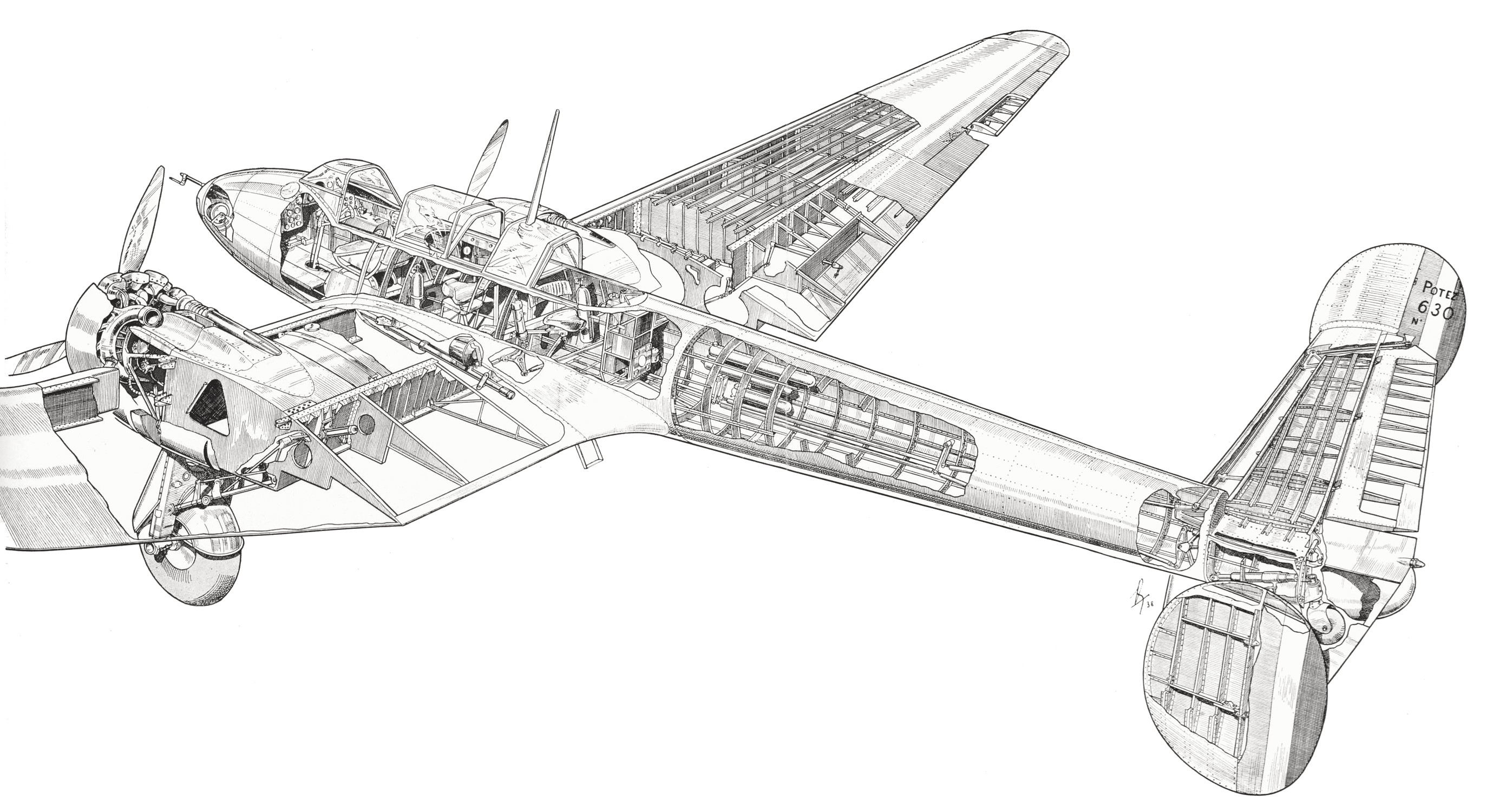
Внутрішній вигляд P.630

31 жовтня 1934 року французьке міністерство авіації видало замовлення на новий важкий винищувач. Для участі в конкурсі фірма Potez запропонувала свій проект 630, який зрештою і виграв конкурс.

### Бомбардувальна модифікація
На весні 1937 року міністерство авіації запропонувало створити на основі винищувача P.631C4 бомбардувальну модифікацію. В результаті було створено два прототипи — бомбардувальник P.633B2 і штурмовик P.633AB2. Новий літак мав оснащуватись двигунами Gnome-Rhône 14M-06/07 потужністю 670 к.с і трьома 7,5-мм кулеметами, одного турельного в кабіні стрільця, і двох нерухомих, один курсовий і один спрямований назад-вниз. Літак міг переносити 400 кг бомб.
Випробування були вдалими і за деякий час було замовлено 574 літаки, проте через деякий час після початку виробництва вимоги до літака були змінені — замість двомісного він мав стати тримісним. Таку вимогу було неможливо задовільнити, оскільки довелось б відмовитись від бомбового відсіку, тому в 1939 році виробництво бомбардувальників було завершено після виготовлення 71 літака.

## Історія використання

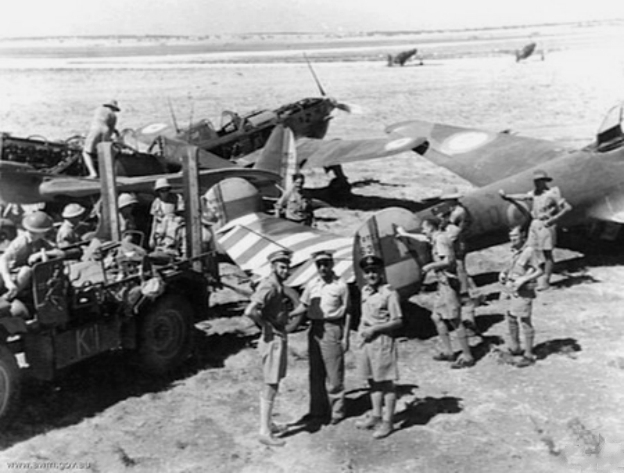
Захоплені під час сирійсько-ліванської кампанії P.630

В ВПС Франції модифікацію P.633B2 планували використовувати тільки для навчання, а бойовою мала стати тримісна версія. Проте станом на 3 вересня 1939 року в бойових частинах було 22 літаки, які мали поступово замінюватись на Breguet Br.691/693/695. До початку німецького наступу, 10 травня 1940 року, P.633B2 залишились тільки в групі GBA II/51, дислокованої на аеродромі в Ле-Люк. В бій група вступила тільки 19 травня, але до кінця місяця всі P.633B2 групи було втрачено. 18 P.633B2 залишилось на складах і було включено в склад авіації режиму Віші, але в бойових діях вони участі не брали.
40 P.633B2 було замовлено Румунією, і до вступу Франції в війну 20 було доставлено. В складі 2-ї бомбардувальної групи вони взяли участь в німецько-радянській війні. Перший виліт семи літаків відбувся 22 червня 1941 року проти аеродрому біля Болграду, в результаті два літаки було збито, ще два повернулись в Румунію, але були змушені здійснити аварійну посадку. До осені 1941 року 2-а група продовжували бомбардування Одеси, а з 1942 року 6 вцілілих P.633B2 використовувались для розвідки.
В 1939 році 13 P.633B2 (з 24 замовлених) було передано Греції, де вони ввійшли в 31-у ескадрилью. З 28 жовтня 1940 року ескадрилья брала участь в боях проти італійської армії.
Ще 5 літаків P.633B2 замовив Китай, але жоден не був переданий до початку війни.

## Тактико-технічні характеристики

Дані з The Potez 63 Series і Ударная авиация Второй Мировой — штурмовики, бомбардировщики, торпедоносцы
|                       |                       | P.63.11A3        | P.633B2          |
| --------------------- | --------------------- | ---------------- | ---------------- |
| Довжина               | Довжина               | 10,93 м          | 11,07 м          |
| Висота                | Висота                | 3,08 м           | 3,62 м           |
| Розмах крил           | Розмах крил           | 16,0 м           | 16,0 м           |
| Площа крил            | Площа крил            | 32,7 м²          | 32,7 м²          |
| Маса                  | пустого               | 3135 кг          | 2900 кг          |
| Маса                  | спорядженого          | 4530 кг          | 4260 кг          |
| Маса                  | максимальна злітна    |                  | 4260 кг          |
| Двигуни               | Двигуни               | 2 × GR 14M-04/05 | 2 × GR 14M-06/07 |
| Потужність            | Потужність            | 2 × 700 к. с.    | 2 × 670 к. с.    |
| Максимальна швидкість | Максимальна швидкість | 425 км/год       | 440 км/год       |
| Дальність польоту     | Дальність польоту     | 1500 км          | 1300 км          |
| Практична стеля       | Практична стеля       | 8500 м           | 8000 м           |
| Швидкопідйомність     | Швидкопідйомність     | 8,4 м/c          | 9,5 м/c          |